# ショート・ブラザーズ
ショート・ブラザーズ (Short Brothers plc) は、イギリスの航空機メーカー。
ほとんどの場合、ショート、あるいはショーツ (Shorts) と省略される。現在、北アイルランドのベルファストに拠点を置く。現在は航空機の製造を止め、ボンバルディア・エアロスペースの傘下で、ナセル・システム、胴体とフライト・コントロールを設計、製造している。
1908年に創立されたショート・ブラザーズは、世界で初めて航空機を量産したメーカーとなった。1920年代から1930年代にかけて、そして第二次世界大戦を通して飛行艇のメーカーとして著名であった。戦後間もない期間には、イギリス軍の依頼でいくつかの実験機を製作した。
1913年には艦載機のフォールダーのため折り畳み翼機構を開発して特許を取得した。
1960年代から、それまで主力になっていた飛行艇の製造から貨物機の製造に切り替えた。1989年に同社は、カナダのボンバルディアに買収された。
ショート・ブラザーズは北アイルランドにおける最大規模の製造系企業である。今日、同社の製品は、親会社であるボンバルディア・エアロスペースはもちろん、ボーイング、ロールス・ロイス・ホールディングス傘下のロールス・ロイス・ドイッチュラント、ゼネラル・エレクトリック、プラット・アンド・ホイットニーなど他社向けに航空機のコンポーネントやエンジン・ナセルを製造している。 

## 製造していた航空機
- ショート タイプ 184 1915 軍用飛行艇
- ショート タイプ 320 1916 軍用水上機
- ショート タイプ 827 1914 軍用複葉機
- フェリックストウ F.3 1917 軍用飛行艇
- フェリックストウ F.5 1918 軍用飛行艇
- R31級飛行船 1918 硬式飛行船
- R38級飛行船 1919 硬式飛行船
- ショート シンガポール 1925 軍用飛行艇
- ショート サイオン 1933 旅客機
- ショート ナックルダスター 1933 軍用飛行艇
- ショート サイオン・シニア 1935 旅客飛行艇
- ショート エンパイア 1936 旅客飛行艇
- ショート サンダーランド 1937 軍用飛行艇
- ショート スターリング 1939 重爆撃機
- ショート サンドリンガム 1943 旅客飛行艇
- ショート シェトランド 1944 軍用飛行艇
- ショート ソレント 1946 旅客飛行艇
- ショート スタージョン 1946 軍用機
- ショート シーランド 1948 旅客飛行艇
- ショート スペリン 1951 実験機（元は爆撃機）
- ショート シーミュー 1953 試作艦上哨戒機
- ショート SC.7 スカイバン 1963 旅客機
- ショート ベルファスト 1964 大型貨物機
- ショート 330 1974 旅客機
- ショート 360 1981 旅客機
- ショート ツカノ 1986 軍用練習機